# Panathénaia
A Panathénaia az antik Athén egyik ünnepsége volt, amelyet Pallasz Athéné tiszteletére rendeztek évente. Eredetéről nem sokat tudni, elsősorban kultikus jellegű volt. Az ünnepet I. e. 566 körül az akkori zsarnok, Peiszisztratosz megújította és átszervezte. A sport- és művészi versenyekkel kibővített nagyobb Panathénaiát négyévente, az olümpiaszok harmadik esztendejében, augusztusban tartották.

## Eredete
A kutatások szerint feltehetően egy bronzkori kultuszból alakult ki a vallási ünnep. Augusztus elején (a görög naptár szerint Hekatombaión 28-án) kezdődött. Több mitikus eredetváltozat is ismert. Az egyik szerint Erikhtoniosz, Athén királya alapította az ünnepet az istennő tiszteletére, egy másik monda szerint a rendezvény annak állított emléket, hogy Pallasz Athéné a rendezvény kezdőnapján győzte le Aszterioszt, a gigászt. A hagyomány szerint a mitológiai Thészeusz átalakította az eseményt, az ő államszervezésére emlékeztet a rendezvény neve is (az athéni istennő együttes ünnepe).

## Nagy Panathénaia
Peiszisztratosz I. e. 566-ban sport-, majd művészi versenyekkel egészítette ki az addig kultikus áldozatok bemutatására szervezett ünnepséget. A versenyeket négyévente rendezték. Szervezők a hieropoioi-ok voltak, akik az teljes rendezvényért, míg segítőik, az athiothetészek csak a versenyek megrendezéséért feleltek. A rendezvény éjszakai fáklyás futással kezdődött, majd karének és kartánc következett az Akropoliszon.
Másnap felvonulást tartottak, amelyen zenészek, gyalogosok, lovasok, kocsik, valamint az áldozati termékeket szállító fiatalok, a kanéphoroszok vettek rész. A sort az áldozati állatok zárták. Az áldozati állatokat Attika falvai, gyarmatai adták össze, de a peloponnészoszi háború alatt a városállam szövetségesei is küldtek ökröket. Emiatt az ünnepség egy ideig nemcsak Athén, hanem a Déloszi Szövetség rendezvénye is volt. Az ünnepségen száz ökröt áldoztak fel, valamint az egyéb felajánlások mellett egy kilenc hónapon át szőtt köntösbe (peplosz) öltöztették Pallasz Athéné szobrát. A Panathénaián nemcsak a polgárjoggal rendelkező athéniak vonulhattak fel, hanem a metoikoszok lányai is, akik lépes mézet és süteményt vittek Pallasz Athénének.
A sportversenyek helyszíne az Agora volt. Több versenyen, például a futásban, harci játékokban, a lóversenyben más államok polgárai is indulhattak, de a fáklyás futásokban, a hajóversenyekben, a gerelyhajításban, a hagyományos táncban csak athéniak mérkőzhettek meg.

## Díjak
A sport- és lóversenyek győzteseit gazdagon megjutalmaztákː olívaolajat kaptak, a pentathlon győztese például hatvan amforányit. A külföldi győztes vámmentesen vihette ki a városállamból nyereményét. A legtöbb olajat a lóverseny győztese vihette haza.  A művészeti versenyek helyezettjei pénzjutalmat kaptak, a nyertes kitharás például 1000 drakhma értékű koszorút és 500 drakhma készpénzt vehetett át. Mások „tárgyjutalomban” részesültek, a katonai erények versenyében győztes csapat például egy ökröt kapott. Az ásatásokon a régészek számos olyan amforára bukkantak, amely a Panathánaiára készült.

## Politikai jelentőség
Peiszisztratosz és később fiai saját hatalmi pozíciójuk megerősítésére használták a látványos eseményt, Hippiasz athéni türannosz például maga rendezte a felvonulók sorait. Harmodiosz és Arisztogeitón itt próbálták sikertelenül megölni őt, viszont öccsével, Hipparkhosszal végeztek. Később Periklész is újraszervezte az eseményt, és felújíttatta a helyszínét.